# 葡萄牙黄金签证
葡萄牙黃金簽證（葡萄牙語：Autorização de Residência para Investimento，簡稱ARI）是葡萄牙政府於2012年推出的投資移民計劃，允許非歐盟公民通過特定投資方式獲得葡萄牙居留權。根據該計劃，葡萄牙政府允許非歐盟國家公民在葡萄牙透過購置房地產、金融投資、以及創造10個工作崗位的方式獲得葡萄牙居留權。來自歐盟和歐洲經濟區的公民沒有資格申請該簽證。

## 歷史背景
葡萄牙黃金簽證計劃於2012年10月啟動，最初主要針對房地產投資。該計劃在2022年之前，約80%的投資集中在房地產領域。為了應對國內房價過快上漲和住房危機，葡萄牙政府於2023年3月16日宣布重大政策調整，取消房地產投資和資本轉移途徑，轉而鼓勵其他形式的投資，特別是私募基金投資。
2023年10月29日，原葡萄牙移民局SEF正式改組為AIMA（Agência para a Integração, Migrações e Asilo，葡萄牙邊境管理及庇護局），負責處理包括黃金簽證在內的所有移民相關事務。此次改組旨在提高移民服務效率，改善積壓案件問題。